# Théâtre du Marais

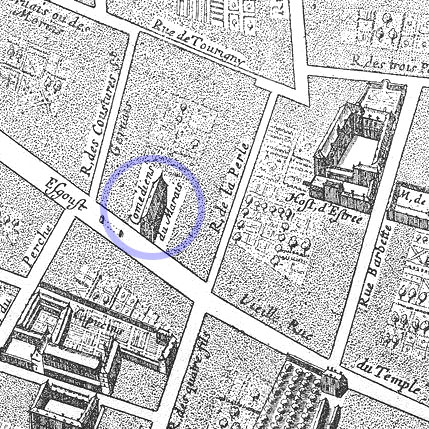
Théâtre du Marais detail Gomboust map Paris 1652

Théâtre du Marais, är namnet på tre olika teatrar i Paris, två historiska och en nuvarande. 
Den första Théâtre du Marais var 1634–1673 rival till Comédiens du Roi på Hôtel de Bourgogne (teater) innan de två teatrarna förenades.
Den andra Théâtre du Marais var verksam 1791–1807. 
Den tredje Théâtre du Marais öppnade 1976. 